# Třída Ada
Třída Ada (jinak též třída Heybeliada) je třída víceúčelových korvet tureckého námořnictva, stavěných v rámci ambiciózního programu rozvoje floty MİLGEM. Jedná se o první moderní turecké válečné lodě domácí konstrukce. Korvety jsou specializovány pro pobřežní operace, zejména hlídkování, průzkum, pátrání a záchranu či vyhledávání ponorek. Celkem byly pro turecké námořnictvo postaveny čtyři jednotky této třídy. Do služby byly přijaty v letech 2011–2019.
Turecko se svými korvetami zaznamenalo i významné exportní úspěchy. Prvním zahraničním uživatelem třída je Pákistán, který objednal celkem čtyři korvety třídy Babur s větším výtlakem a posílenou výzbrojí. Další dvě plavidla objednala Ukrajina a tři Malajsie. Celkem tak bylo do roku 2024 objednáno třináct korvet této třídy.
Na základě třídy Ada bylo rovněž vyvinuto několik dalších typů plavidel. Cvičná, testovací a zpravodajská loď Ufuk (A-591), oceánské hlídkové lodě třídy Hisar (jinak též třída Akhisar) a fregaty třídy Istanbul.

## Pozadí vzniku

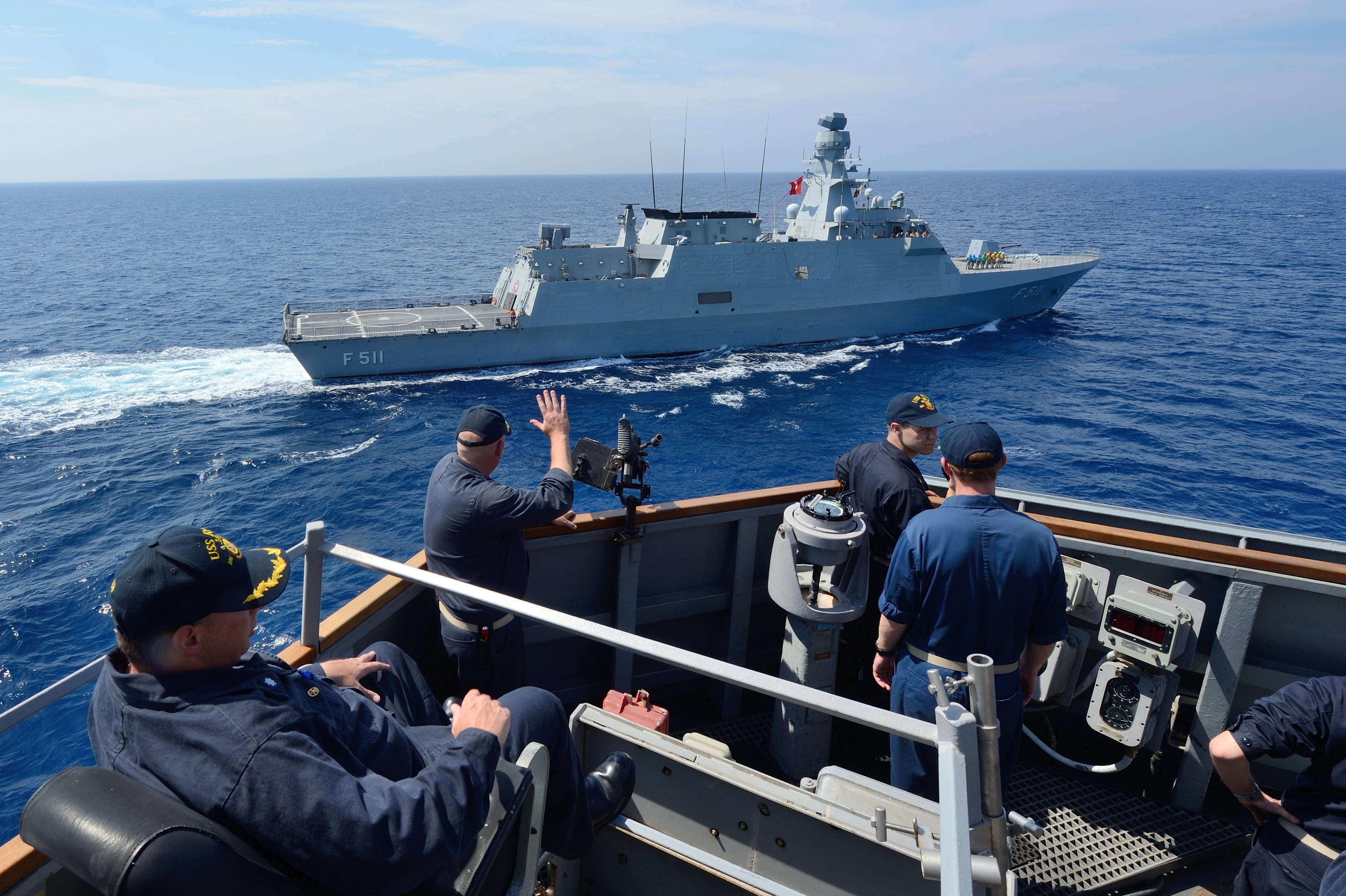
Heybeliada (F-511)

Celá třída je stavěna v rámci tureckého námořního zbrojního programu MİLGEM (Milli Gemi). Ten má zajistit nezávislost tureckého námořnictva na dovozu válečných lodí a částečně i jejich vybavení. Hodnota kontraktu je odhadována na 3 miliardy dolarů. Původně byla plánována stavba osmi víceúčelových korvet třídy Ada a následně čtyři větší víceúčelové fregaty třídy Istanbul (TF-100). V další fázi chce Turecko získat 4–6 domácích protiletadlových fregat třídy TF2000. V průběhu realizace programu byl počet korvet třídy Ada snížen na čtyři.
Všechny korvety třídy Ada staví loděnice tureckého námořnictva v Istanbulu (Námořní loděnice v Istanbulu). Kýl první jednotky Heybeliada (F-511) byl založen v červenci 2005, v září 2008 byl trup spuštěn na vodu a 27. září 2011 korveta vstoupila do služby. Druhá jednotka Büyükada (F-512) byla stavěna od září 2008 a zařazena v roce 2013. Zbylou dvojici tvoří korvety Burgazada (F-513) a Kinaliada (F-514). Spuštěním poslední čtvrté jednotky Kinaliada byl symbolicky uvolněn dok pro prototypovou fregatu třídy Istanbul (TF-100).
Korveta Kinaliada byla do služby přijata v září 2019. Ve stejný den byla zároveň zahájena stavba prototypové pákistánské korvety třídy Babur.
Dne 5. prosince 2024 v loděnici Istanbul Shipyard proběhlo první řezání oceli na prototypovou jednotku derivátu třídy Ada pro Malajsii. Kýl plavidla byl založen 8. dubna 2025.
Jednotky třídy Ada:
| Jméno                        | Uživatel | Loděnice             | Založení kýlu     | Spuštěna           | Vstup do služby   | Status    |
| ---------------------------- | -------- | -------------------- | ----------------- | ------------------ | ----------------- | --------- |
| Heybeliada (F-511)           | Turecko  | INS, Istanbul        | 26. července 2005 | 27. září 2008      | 27. září 2011     | aktivní   |
| Büyükada (F-512)             | Turecko  | INS, Istanbul        | 27. září 2008     | 27. září 2011      | 27. září 2013     | aktivní   |
| Burgazada (F-513)            | Turecko  | INS, Istanbul        | 17. prosince 2014 | 18. června 2016    | 4. listopadu 2018 | aktivní   |
| Kinaliada (F-514)            | Turecko  | INS, Istanbul        | 18. června 2016   | 3. července 2017   | 29. září 2019     | aktivní   |
| Babur (280)                  | Pákistán | INS, Istanbul        | 4. června 2020    | 15. srpna 2021     | 6. září 2024      | aktivní   |
| Badr (281)                   | Pákistán | KSEW, Karáčí         | 25. října 2020    | 20. května 2022    |                   | ve stavbě |
| Khaibar (282)                | Pákistán | INS, Istanbul        | 30. dubna 2021    | 25. listopadu 2022 |                   | ve stavbě |
| Tariq (283)                  | Pákistán | KSEW, Karáčí         | 5. listopadu 2021 | 2. srpna 2023      | 2025 (plán)       | ve stavbě |
| Heťman Ivan Mazepa (F211)    | Ukrajina | RMK Marine, Istanbul | 7. září 2021      | 2. října 2022      | 2024 (plán)       | ve stavbě |
| Heťman Ivan Vyhovskyj (F212) | Ukrajina | RMK Marine, Istanbul | 18. srpna 2023    | 1. srpna 2024      |                   | ve stavbě |
|                              | Malajsie | Istanbul Shipyard    | 8. dubna 2025     |                    |                   | ve stavbě |
|                              | Malajsie |                      |                   |                    |                   | objednána |
|                              | Malajsie |                      |                   |                    |                   | objednána |

## Konstrukce

### TřídaAda

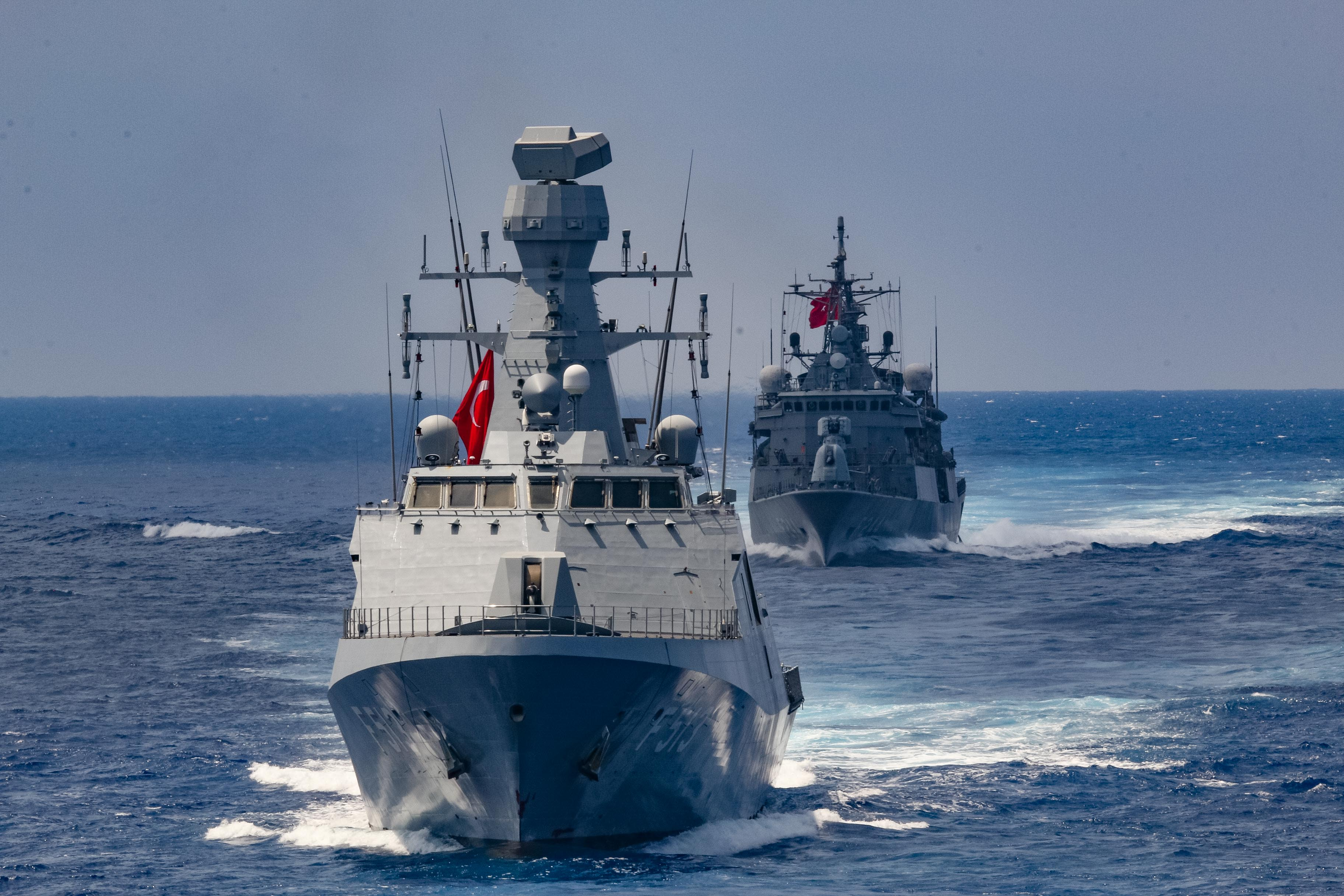
Burgazada (F-513), za ní fregata Barbaros (F-244)

Koncepce plavidla se hodně podobá americkému projektu Littoral Combat Ship z koncernu Lockheed Martin. Trup plavidla je z ocele, zatímco jeho nástavby jsou z kompozitu. Použité technologie snižují radarovou, akustickou, magnetickou i infračervenou stopu plavidla. Korvety jsou vybaveny bojovým informačním systémem UNIMACS 3000, vyhledávacím 3D radarem SMART-S Mk 2, elektro-optickým systémem ASELFLIR-300, demagnetizačním systémem a protitorpédovým systémem Sea Sentor.
Hlavňovou výzbroj tvoří jeden dvouúčelový 76mm kanón OTO Melara Super Rapid v dělové věži na přídi. Sekundární výzbroj tvoří dva 12,7mm kulomety, umístěné v dálkově ovládaných stabilizovaných střeleckých stanovištích STAMP. Hlavní údernou výzbrojí jsou dva čtyřnásobné kontejnery protilodních střel Harpoon Block 2. K bodové obraně proti letadlům a protilodním střelám slouží jeden 21násobný protiletadlový raketovým komplet systému RIM-116 Rolling Airframe Missile. K napadání ponorek plavidla nesou dva tříhlavňové 324mm torpédomety Mk 32, ze kterých jsou vypouštěna lehká protiponorková torpéda Mk 46. Na zádi se nachází přistávací paluba a hangár umožňující operace jednoho vrtulníku S-70B-28 Seahawk.
Pohonný systém koncepce CODAG kombinuje dva diesely MTU 16V 595 TE90 pro ekonomickou plavbu s jednou plynovou turbínou, která se k nim přiřadí v bojové situaci. Ekonomická rychlost je 15 uzlů, nejvyšší překračuje 29 uzlů. Dosah je 3 500 námořních mil při cestovní rychlosti.

### Heťman Ivan Mazepa
Korveta bude vybavena bojovým řídícím systémem Havelsan Advent. Ponese 76mm kanón OTO Melara Super Rapid v dělové věži na přídi. Za ní bude uloženo šestnáctinásobné vertikální vypouštěcí silo pro protiletadlové řízené střely VL MICA-M. Údernou výzbroj měly původně tvořit ukrajinské protilodní střely Neptun, avšak kvůli ruské invazi na Ukrajinu námořnictvo hledá jiné řešení. V úvahu připadají americké střely Harpoon Block 2 či turecké ATMACA. Neseno má být až osm kusů. Blízkou ochranu zajistí bojový modul Aselsan Gokdeniz s 35mm dvojkanónem Oerlikon a dva 12,7mm kulomety v dálkově ovládaných zbraňových stanicích Aselsan STAMP. K protiponorkovému boji slouží 324mm torpédomety pro lehká torpéda MU90 Impact. Na zádi je přistávací plocha pro protiponorkový vrtulník.

## Zahraniční uživatelé
Malajsie
- Malajsijské královské námořnictvo – Malajsijské námořnictvo třídu Ada vybralo v programu Littoral Mission Ship (LMS) Batch 2, v němž první skupinu Batch 1 představuje v Číně postavená třída Keris. V červnu 2024 byla stavba tří korvet odvozených od třídy Ada zadána turecké firmy STM. Ta je hlavním kontraktorem programu zahrnujícího řadu dalších dodavatelů (Havelsan, Aselsan a Roketsan).[15][16]

 Pákistán
- Pákistánské námořnictvo – Pákistán v červenci 2018 objednal čtyři korvety třídy Babur, která je zvětšenou verzí třídy Ada s posílenou výzbrojí. Jednání přitom probíhala od roku 2015. První dvě jednotky jsou postaveny v Turecku, přičemž jejich dodání je plánováno na rok 2023. Druhý pár má s tureckou pomocí postavit loděnice Karachi Shipyard & Engineering Works (KSEW) v Karáčí.[3] Jejich zařazení do služby je plánováno na roky 2023–2025.

 Ukrajina
- Ukrajinské námořnictvo – Ukrajinské ministerstvo obrany v roce 2020 objednalo dvě korvety této třídy.[17] Tamní námořnictvo se dlouhodobě potýká s nedostatkem moderních plavidel.[18] Korvety staví loděnice RMK Marine. Prototypová jednotka Heťman Ivan Mazepa (F211) byla na vodu spuštěna 2. října 2022, přičemž ve stejný den proběhlo i slavnostní první řezání oceli na její sesterskou loď. Naopak odložena byla stavba dalších dvou až tří jednotek v ukrajinské loděnici Okean v Mykolajivu.[14]